# Armbrust

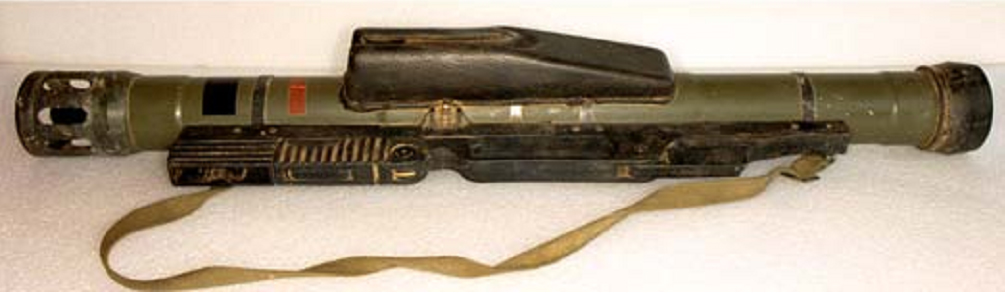
Granatnik Armbrust

Armbrust (niem. kusza) – niemiecki granatnik przeciwpancerny skonstruowany w latach 70. w firmie Messerschmitt-Bölkow-Blohm. Poza Niemcami produkowany licencyjnie w Singapurze i Belgii.
Granatnik Armbrust ma wykonaną z włókna szklanego wyrzutnię mieszczącą pocisk, ładunek miotający umieszczony pomiędzy dwoma tłokami oraz przeciwmasę w postaci foliowych pasków. Po naciśnięciu spustu  detonacja ładunku miotającego powoduje rozepchnięcie tłoków. Przedni wyrzuca z wyrzutni pocisk, tylny przeciwmasę. Po dojściu do krańców wyrzutni tłoki zatrzymują się, nie pozwalając na wypływ gazów prochowych na zewnątrz. Dzięki takiej konstrukcji uzyskano możliwość użycia Armbrusta w niewielkich pomieszczeniach i niski poziom hałasu przy strzale (ok. 135 dB).

## Dane taktyczno-techniczne
- Kaliber: 67 mm
- Masa: 6,3 kg
- Masa pocisku: 4,8 kg
- Długość: 850 mm
- Prędkość początkowa pocisku: 210 m/s
- Donośność: 300 m
- Przebijalność: 400 mm